# حنان فاروق
حنان فاروق عبد الفتاح شاعرة وكاتبة مصرية من مواليد (مصر 1967م) تقيم في المملكة العربية السعودية، متزوجة ولديها ولدان، وهي طبيبة بشرية أخصائية أمراض باطنة.

## تعليم
- بكالوريوس طب بشري عام 1991.[3]
- ماجستير أمراض باطنة كلية الطب جامعة الإسكندرية 1999م.[6]
- دراسات حرة في الثقافة والدعوة الإسلامية.[2]

## عضويات ومشاركات
- عضو جمعية الكتاب والأدباء المعاصرين بالإسكندرية.
- عضو اتحاد كتاب الإنترنت العرب ولها صفحة تحوي أعمالها في مدونة.
- عضو اتحاد المدونين العرب.
- عضو اتحاد المدونين المصريين.
- شاركت في العديد من الفعاليات والندوات شعرية
- لها أعمال منشورة في العديد من الصحف والمجلات الأدبية العربية مثل مجلة العربي الكويتية، ومجلة البيان، ومجلة الشعر بمصر ، وكذلك المواقع الإلكترونية مثل: ديوان العرب، ومجلة أمواج الإلكترونية، ومجلة أوجاريت، ومسارات وميدل إيست أونلاين والتنور وموقع النور وأشياء، ومجلة هستيريا الأدبية، وقضايا عربية وموقع الورشة الثقافي وموقع القصة العربية وغيرها من المواقع الأدبية الهامة والجادة.[3][6]

## جوائز
- حائزة على جائزة المجلس الأعلى للثقافة في مسابقة الشباب فئة الشعر عام 1991.[7]
- حائزة على جائزة مسابقة الشاعر علي الصافي 2001.
- حاصلة على جائزة (ممر المضيق) من مؤسسة كستخادة بملقا إسبانيا عن القصة العربية عام 2008م.[8]
- حاصلة على جائزة الإبداع في مسابقة دار ناجي نعمان الأدبية السنوية ببيروت عام 2008م.
- حائزة على الجائزة التشجيعية عن أدب الأطفال في مسابقة النادي الأدبي للمدينة المنورة بالاشتراك مع مركز دراسات وبحوث المدينة عام 2008م.
- حائزة على الجائزة الأولى في القصة القصيرة في المسابقة الادبية للحملة الوطنية للترابط الاجتماعي بأبي ظبي(نبني أسرة نبنى وطناً) عام 2009م.[9]
- حاصلة على الجائزة التشجيعية عن روايتها (ضفيرتان) في مسابقة الألوكة للإبداع الروائي 2010.[6]

## آراء

### الأطفال والأنترنت
ترى الكاتبة أن «الأجيال الجديدة مظلومة..فالمرأة التي أثقل كاهلها بالعمل ومتطلباتها الإنسانية والإبداعية وتحقيق ذاتها وكذلك الرجل لم يعودا قادرين على احتواء الجيل الجديد بالشكل المطلوب خاصة مع وجود التقنيات الحديثة وثورة الاتصالات من فضائيات وإنترنت وألعاب رقمية التي نلقي بهم إليها لينشغلون بها عنا ويدورون في خضمها ويكبرون في كنفها ثم نعود لنشكو ابتعادهم وخلودهم إليها وتركهم إيانا. نحتاج نوعاً من الاقتراب الذي يناسب العصر والمرونة التي من غيرها لن نستطيع أن نصل إليهم وقبلهما الوقت الكافي الذي يخلق مساحة مشتركة بيننا وبينهم ويعيد الأمور إلى نصابها لكي تنشأ تلك الأجيال سوية النفس والجسم.»

### المرأة
أما في شأن المرأة والمساواة فتقول «تريد المرأة احترام الرجل وثقته ..إن حصول المرأة على ألف حق لايساوي في عين المرأة الحكيمة جناح بعوضة أمام احترام وثقة الرجل، إن المساواة في نظري تحتاج لإعادة نظر لكي نتكلم عنها، فالمساواة هي النظرة العادلة فيما تفعله المرأة وتبدعه..هي تثمين عمل المرأة وجهدها بما تستحقه وفهم تضحياتها بالصورة الصحيحة، تماماً كما يحب الرجل أن يرى جهده مشكورا ومحموداً لدى المرأة».

## النتاج الأدبي
| العنوان              | النوع        | اللغة   | الناشر         | سنة النشر | عدد الصفحات | المصدر        |
| -------------------- | ------------ | ------- | -------------- | --------- | ----------- | ------------- |
| على موعد             | ديوان شعر    | العربية | دار أكتب للنشر | 2008      |             | [ 11 ] [ 12 ] |
| خطوط تائهة           | مجموعة قصصية | العربية | دار أكتب للنشر | 2009      |             | [ 13 ] [ 14 ] |
| ثقوب تتسع قليلا      | مجموعة قصصية | العربية | دار الياسمين   | 2010      | 101         | [ 15 ] [ 16 ] |
| و تغضب لما اقولك يوم | مجموعة قصصية | العربية | دار كلمة       | 2011      | 100         | [ 17 ] [ 18 ] |